# Rakovica (Karlovac)
Rakovica ist eine Gemeinde in der Gespanschaft Karlovac in Kroatien. Sie hat 2387 Einwohner (Volkszählung von 2011). Auf dem Gebiet der Gemeinde Rakovica befinden sich die Barać-Höhlen (kroat. Baraćeve špilje).
Aufmerksamkeit erregte die Gemeinde im Oktober 1871, als Eugen Kvaternik mit der Linie seiner kroatisch-nationalistischen Rechts-Partei brach und einen Aufstand gegen die Regierung von Österreich-Ungarn propagierte, die seine Maximalforderungen nach völliger Unabhängigkeit seines Landesteils nicht erfüllte. Es beteiligten sich ungefähr 200 Bewaffnete an der Revolte von Rakovica, bei der Kvaternik getötet wurde.
Die früher vor allem landwirtschaftlich orientierte Ortschaft Rakovica entwickelte sich auch zu einem Zwischenstopp für Touristen auf ihrem Weg zum Nationalpark Plitvicer Seen und bietet mit Privatunterkünften auch Alternativen zu den Hotels bei den Seen.
Das Wappen der Stadt zeigt einen roten Krebs auf gelbem Schild.

## Weblinks

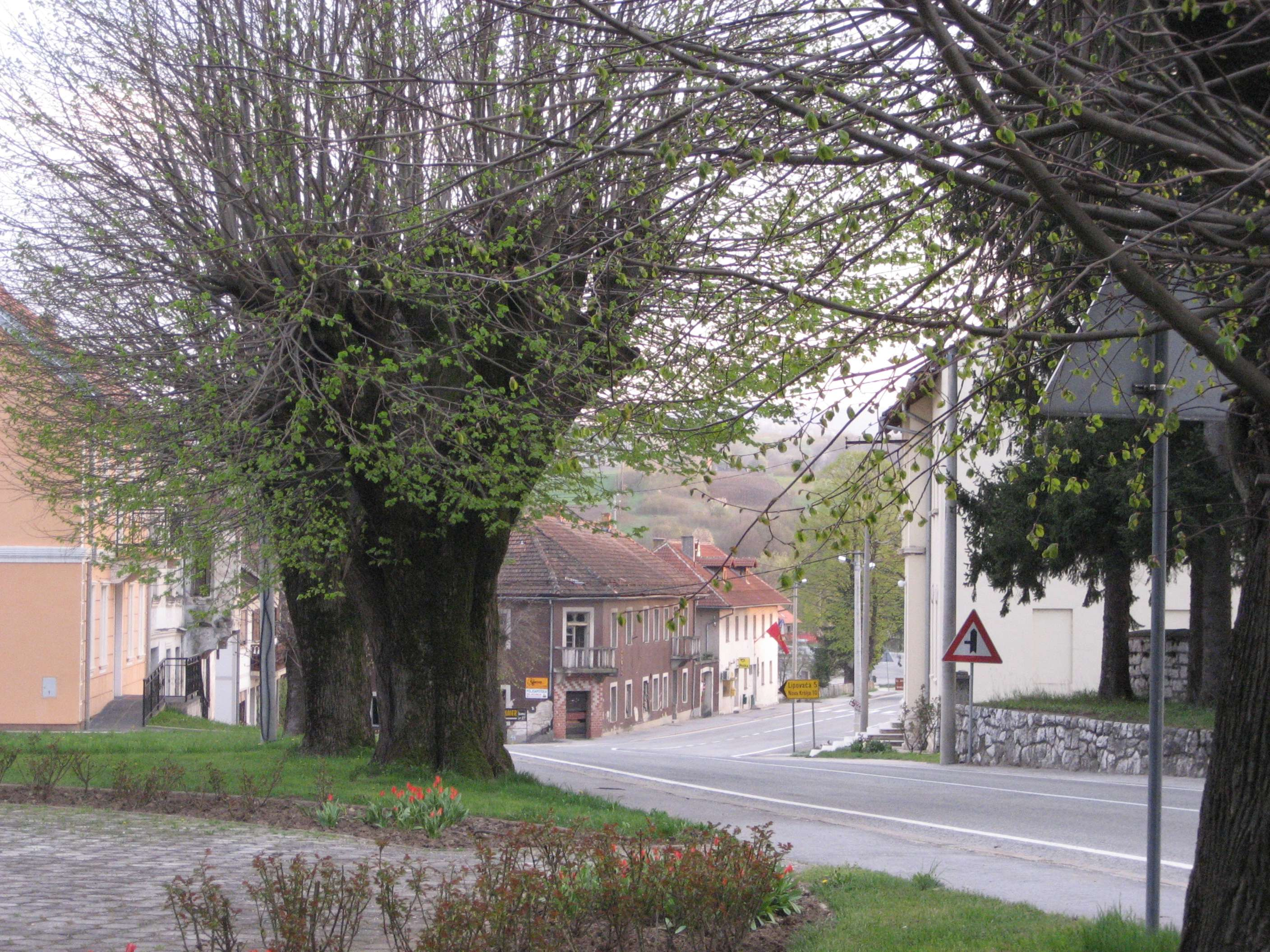
Ortszentrum von Rakovica
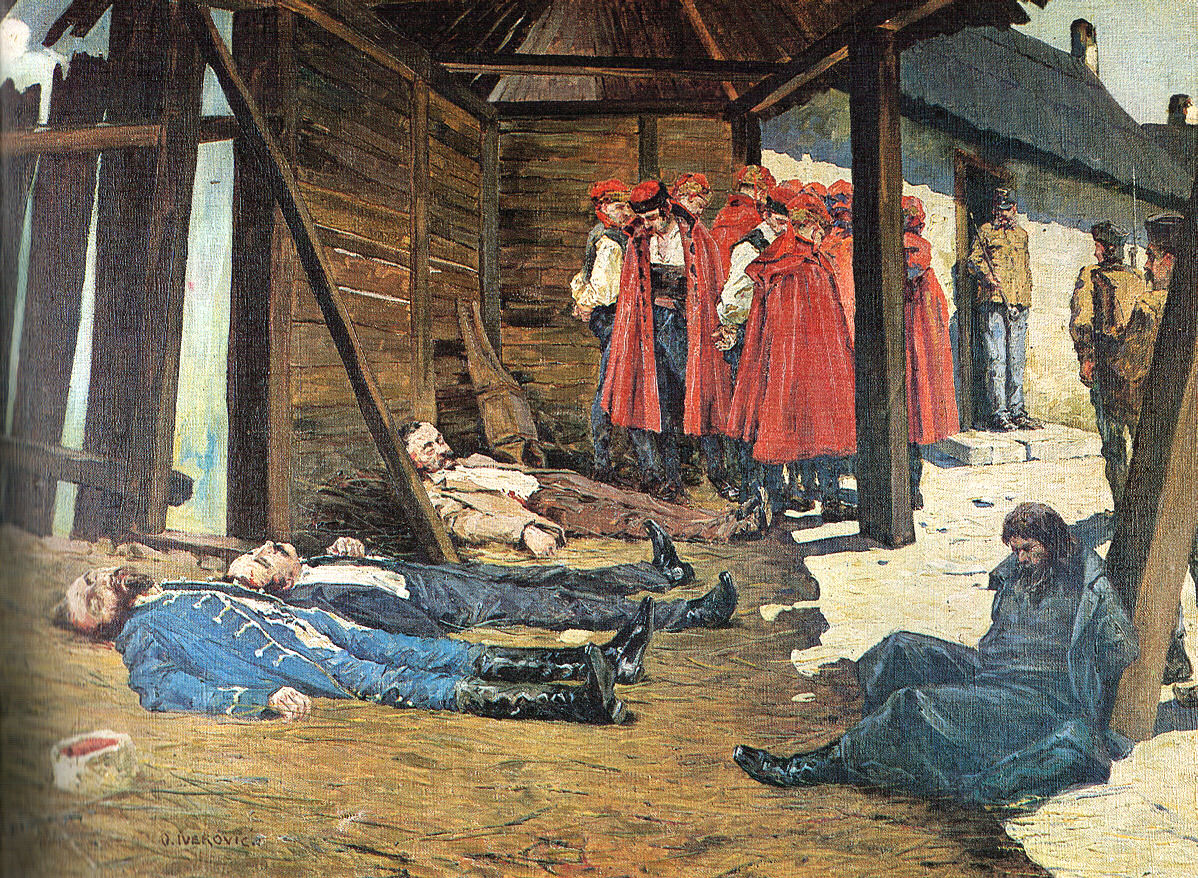
Oton Iveković: Die Tragödie von Rakovica. Tod Eugen Kvaterniks.
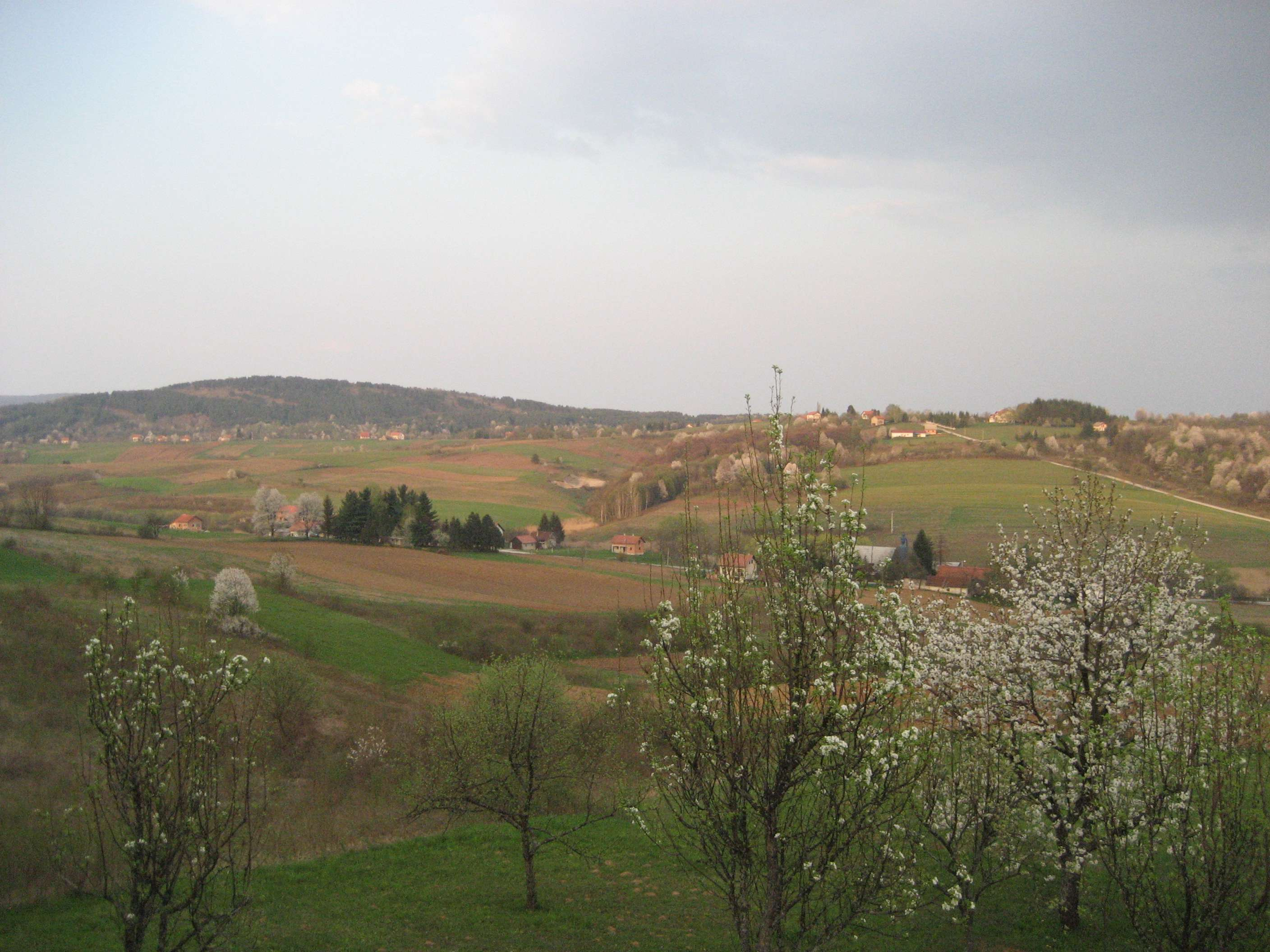
Landschaft von Rakovica
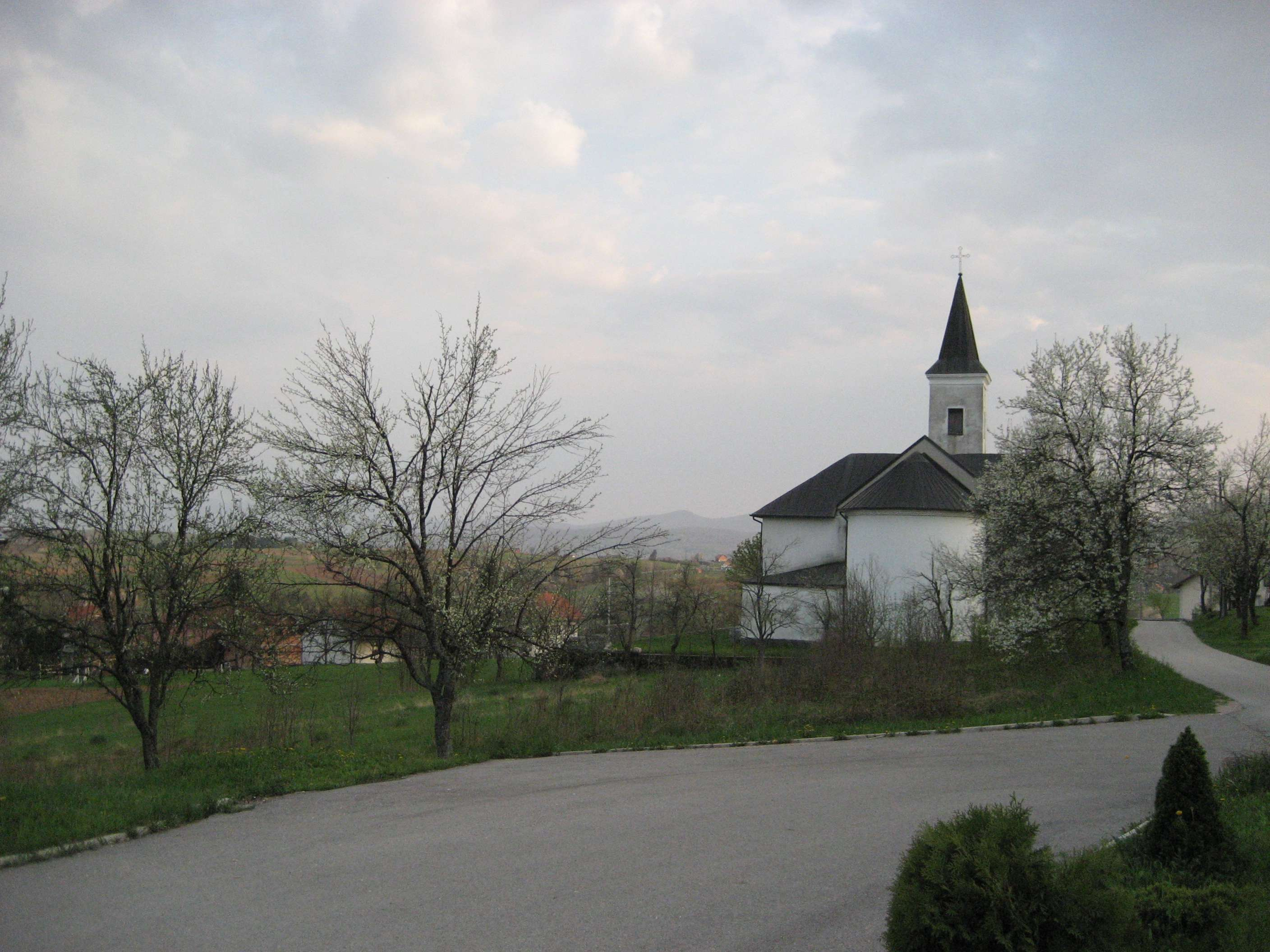
Kirche von Rakovica
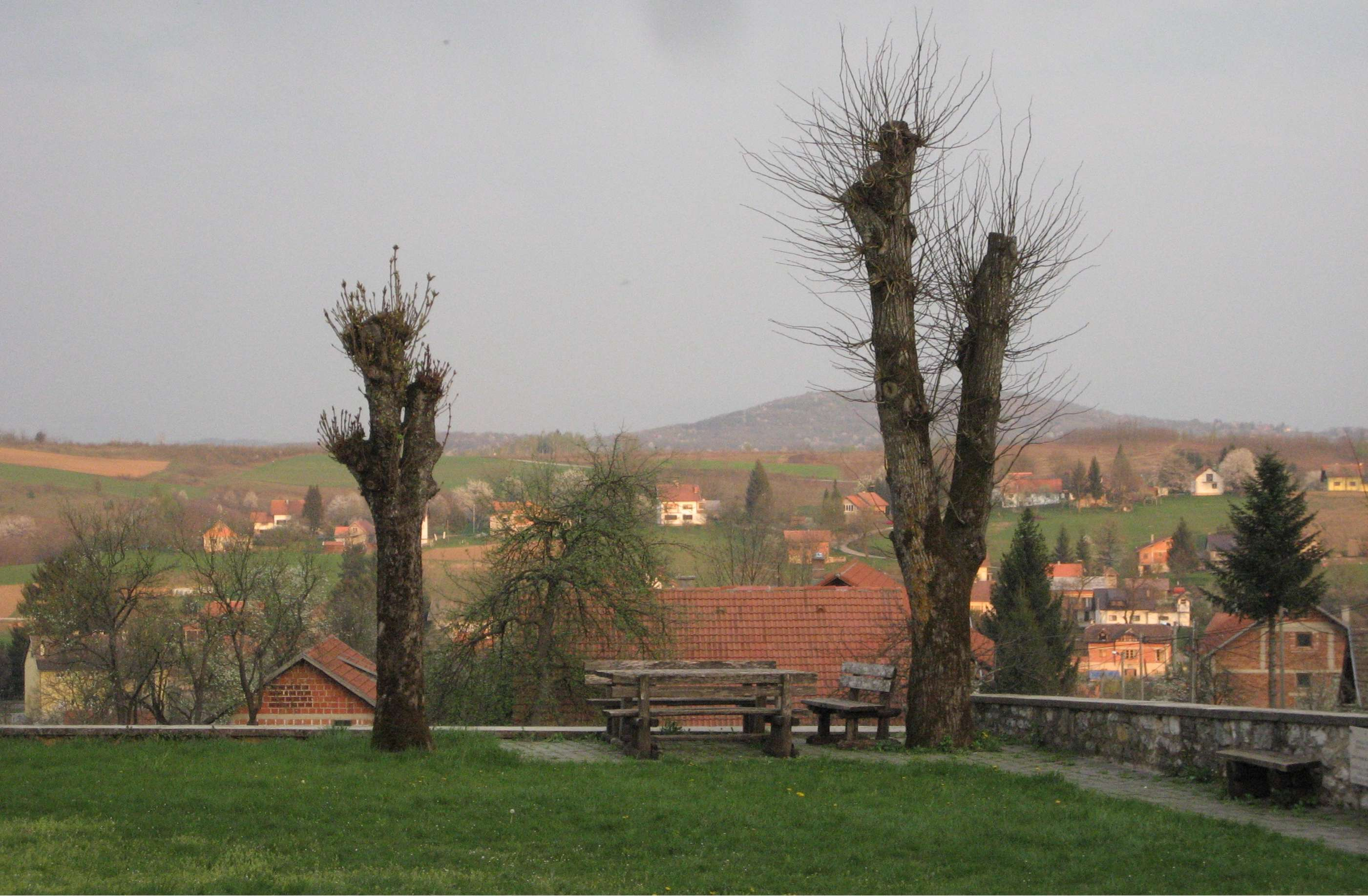
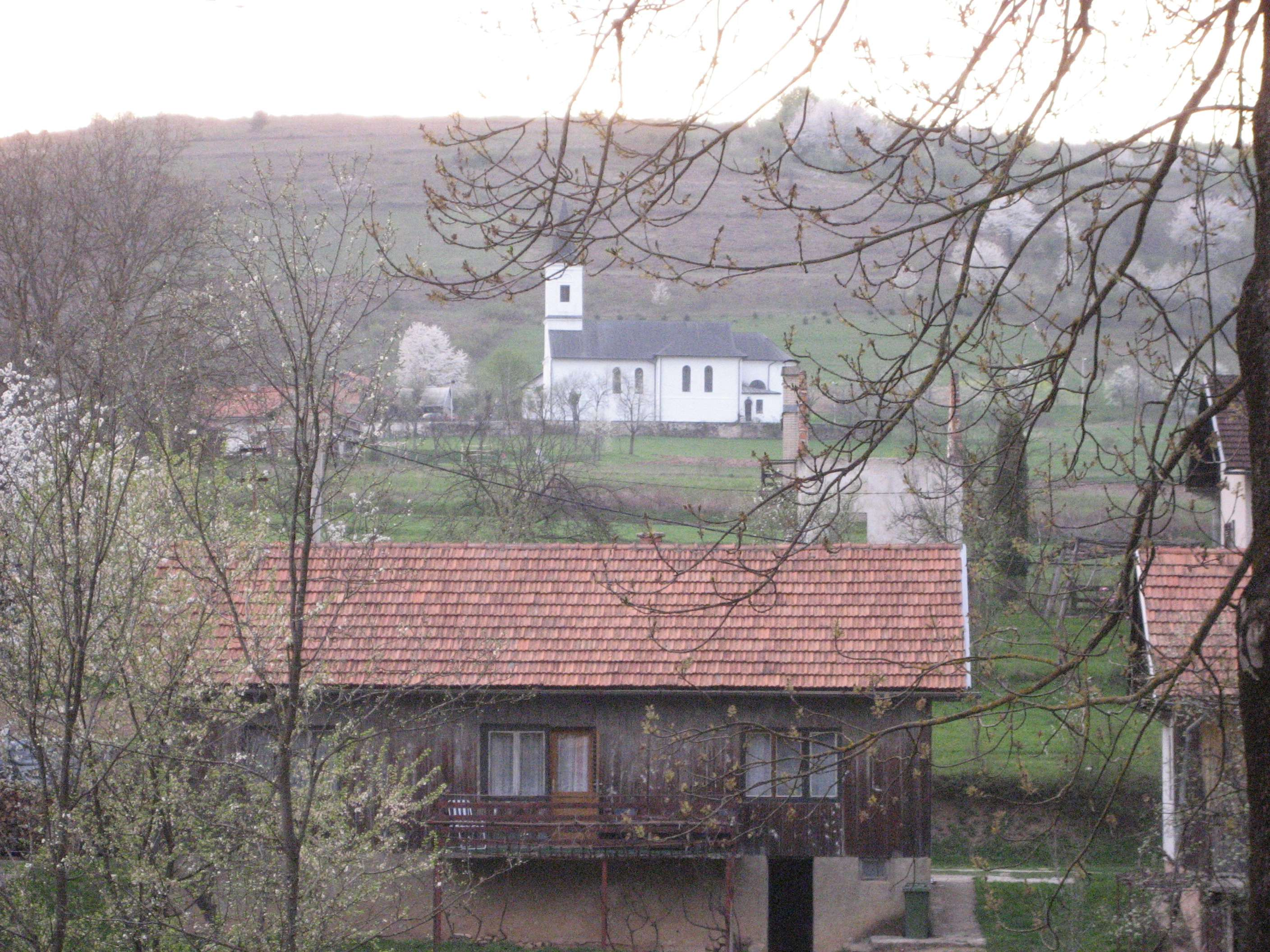